# 1. Königlich Bayerische Ersatz-Infanterie-Brigade
Die 1. Ersatz-Infanterie-Brigade war ein Großverband der Bayerischen Armee im Ersten Weltkrieg.

## Geschichte
Die Brigade wurde am 2. August 1914 mit Ausbruch des Krieges als 1. gemischte Ersatz-Brigade errichtet und war der Ersatz-Division unterstellt. Am 3. Oktober 1914 wurde sie zunächst an die preußische 39. Reserve-Division abgegeben. Ab 4. April 1915 erfolgte die Umwandlung der preußischen Division in einen rein bayerischen Großverband, welche am 4. Februar 1916 abgeschlossen war. Sie war ausschließlich an der Westfront eingesetzt.

## Gliederung

### Kriegsgliederung am 2. August 1914
- Brigade-Ersatz-Bataillon 1
- Brigade-Ersatz-Bataillon 2
- Brigade-Ersatz-Bataillon 3
- Brigade-Ersatz-Bataillon 4
- Kavallerie-Ersatz-Abteilung München/I. Armee-Korps
- Feldartillerie-Ersatz-Bataillon 1 (zwei Batterien)
- Feldartillerie-Ersatz-Bataillon 4 (zwei Batterien)
- 2. Ersatz-Kompanie/1. Pionier-Bataillon

### Kriegsgliederung am 31. Dezember 1915
- Ersatz-Infanterie-Regiment 1
- Ersatz-Infanterie-Regiment 3

Am 15. September 1916 wurde das Landwehr-Infanterie-Regiment 3 an die im September/Oktober 1916 aufgestellte 9. Reserve-Division abgegeben.

### Kriegsgliederung am 13. Dezember 1916
- Ersatz-Infanterie-Regiment 1
- Ersatz-Infanterie-Regiment 2
- Ersatz-Infanterie-Regiment 5

## Kommandeure
| Dienstgrad            | Name              | Datum                                    |
| --------------------- | ----------------- | ---------------------------------------- |
| Generalmajor z. D.    | Karl Käuffer      | 02. bis 13. August 1914                  |
| Generalmajor z. D.    | Friedrich Grüber  | 14. August bis 20. September 1914        |
| Generalmajor z. D.    | Georg Michahelles | 21. September bis 10. Oktober 1914       |
| Generalleutnant z. D. | Friedrich Grüber  | 11. Oktober 1914 bis 9. November 1915    |
| Generalmajor z. D.    | Ludwig Moser      | 10. November 1915 bis 25. September 1918 |
| Oberst                | Hans von Mieg     | 25. September 1918 bis Kriegsende        |